# 75. pehotna divizija (ZDA)
75. pehotna divizija (izvirno angleško 75th Infantry Division) je bila pehotna divizija Kopenske vojske ZDA.